# Bourse des valeurs de Barcelone

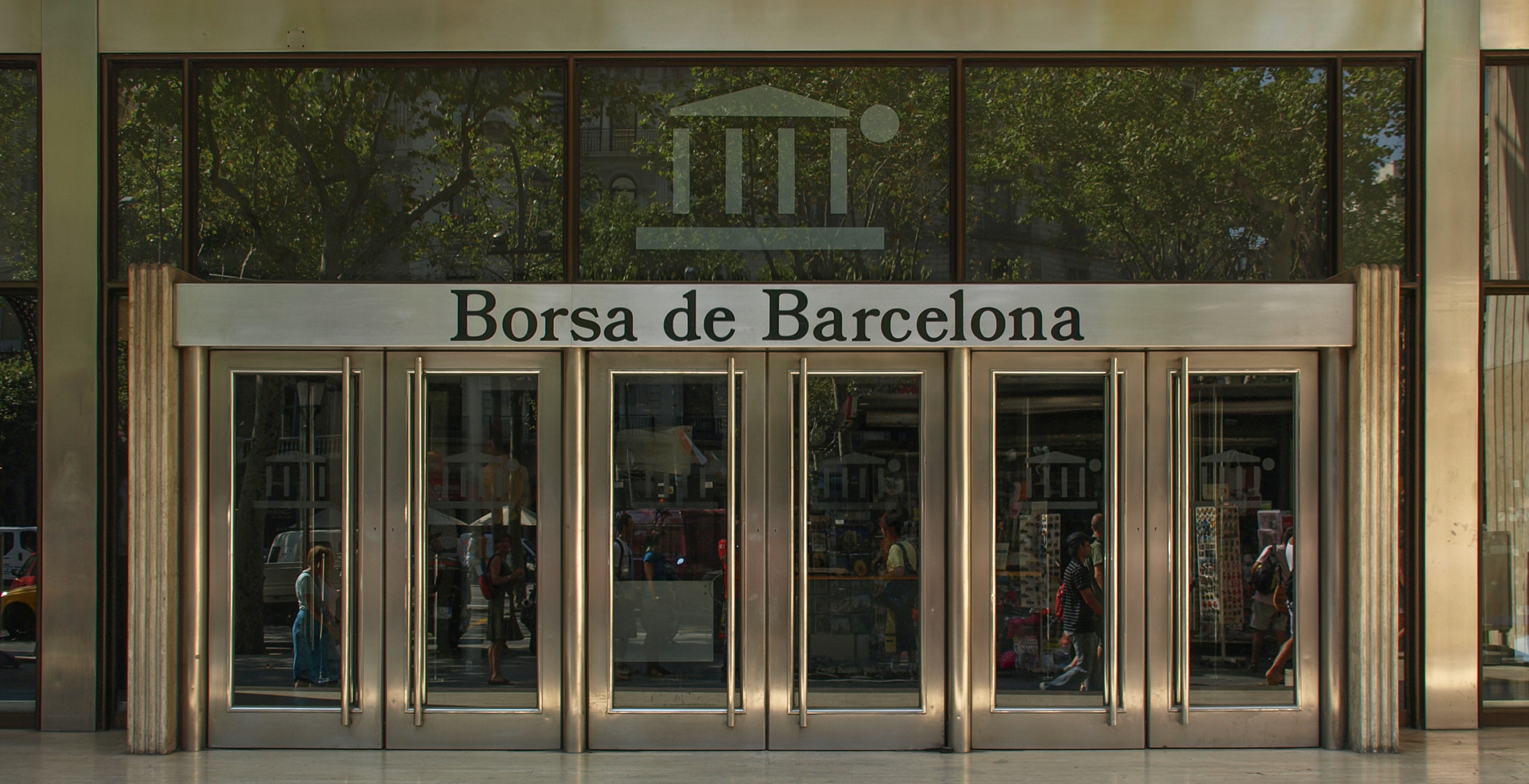
La bourse « Borsa de Barcelona », marché secondaire

La  Bourse des valeurs de Barcelone est une bourse des valeurs  fondée en 1915 mais active tout au long du XIXe siècle et située à Barcelone, dans la communauté autonome de Catalogne en Espagne.

## Histoire

### Le XIXe siècle
Les sociétés privées sont absentes ou très peu présentes à la création de la Bourse de Madrid en 1831 et jusqu'au début du siècle suivant. Malgré la loi créant la peseta en 1868, suivie l'année d'après par celle autorisant les sociétés par actions, y compris dans le secteur bancaire, les actions des rares compagnies privées qui sont présentes sont très peu échangées jusqu'en 1890. L'Espagne voit cependant apparaître beaucoup de petites bourses de valeurs régionales comme à Santander et à Valence, en plus des trois grands marchés (Barcelone, Madrid et Bilbao).  
Dans les années 1870, l'Espagne a à Madrid une bourse à la française, des petites bourses locales, et à Barcelone une bourse de rue à l'anglo-saxonne. La concurrence arrive peu à peu : le code du commerce de 1885 reconnait le marché libre de Barcelone, tout en maintenant le monopole de Madrid pour le courtage "notarisé".
En 1866, le marché financier catalan non-officiel est victime d'un krach très sévère, à la suite d'une dizaine d'années de spéculation à crédit. La Banque de Barcelone, qui égale alors presque en importance la Banque d'Espagne, est victime du décret du 19 mars 1874, au moment où la monarchie constitutionnelle est restaurée, qui confère à la Banque d'Espagne le privilège exclusif d'émission, qu'elle partageait auparavant avec des banques provinciales.

### Le XXe siècle
Au tournant du siècle, il n'y a qu'une quinzaine de sociétés dont les actions sont disponibles sur le marché financier catalan non-officiel, malgré le développement important de l'industrie textile cotonnière dans la région. Les entreprises ont plutôt tendance à s'autofinancer, allant même jusqu'à éviter les opérations à terme pourtant indispensables au commerce textile international.
La Bourse des valeurs de Barcelone est officiellement fondée en 1915 et son immeuble est situé sur la Place Antoni Lopez. Barcelone cote alors un nombre significatif d'actions de compagnies minières et du secteur de l'électricité, mais aussi de la chimie et de la construction. C'est un changement par rapport à la structure traditionnelle du marché financier catalan non-officiel, sur lequel étaient dominants les services publics, banques et le chemin de fer. L'année suivante, en 1916, les exportations de produits lainiers vers le Chili et l'Argentine connaissent une très forte croissance  tandis que plus de 500 petites sociétés sont créées à Barcelone.
En 1974 , le nouveau système de règlement-livraison des actions sur les bourses espagnoles commence à fonctionner. Au cours de la seconde moitié des années 1970, la Bourse des valeurs de Barcelone représente 11,6% des échanges sur les bourses espagnoles. En 2002, elle est intégrée au groupe Bolsas y Mercados Españoles (BME), qui englobe aussi la Bourse de Madrid, la Bourse de Bilbao et la Bourse de Valence. Le 14 juillet 2006, BME est entrée en bourse avec une capitalisation de près de 25 milliards d'euros.
La part des échanges sur les bourses espagnoles en 1975-1979 :
| Bourse            | Madrid | Barcelone | Bilbao |
| Part des échanges | 47,2%  | 11,6%     | 7,6%   |

En 2001, la Bourse des valeurs de Barcelone regroupe 715 compagnies pour une capitalisation de 515 milliards d'euros.